# Frigidoalvania brychia
Frigidoalvania brychia är en snäckart som först beskrevs av Addison Emery Verrill 1884.  Frigidoalvania brychia ingår i släktet Frigidoalvania och familjen Rissoidae. Inga underarter finns listade i Catalogue of Life.